# Елистратова, Анна Аркадьевна
А́нна Арка́дьевна Елистр́атова (22 ноября [5 декабря] 1910, Москва — 24 мая 1974, Москва) — русская и советская писательница и литературовед. Член редколлегии серии «Литературные памятники». Специалист по англистике, с 1957 года курировала издания по английской и американской литературам.

## Биография
Анна Елистратова родилась 22 ноября (5 декабря) 1910 года в интеллигентной семье. Отец — профессор, мать — врач.
В 1930 году окончила литературный факультет МГУ, в том же году начала печататься. После окончания вуза работала библиографом в Библиотеке иностранной литературы (ныне Всероссийская государственная библиотека иностранной литературы имени М. И. Рудомино), а в 1931—1934 годах работала референтом по англоамериканским литературам в Международном объединении революционных писателей.
После окончания в 1937 году аспирантуры Московского института философии, литературы, истории (МИФЛИ) по кафедре всеобщей литературы и защиты кандидатской диссертации «Генри Филдинг и английское Просвещение» до 1940 года преподавала в МИФЛИ.
С 1939 года являлась научным сотрудником Института мировой литературы им. A. M. Горького АН СССР. Доктор филологических наук с 1946 года (диссертация: «Английский реалистический роман времён Просвещения»).

## Публикации
Получив образование в годы господства в литературоведении догматической социологии, А. А. Елистратова пришла в редакцию серии «Литературные памятники». Была вторым после Михаила Павловича Алексеева специалистом по англистике. Это подтверждается её авторскими работами и редактированием томов академической «История английской литературы» (1945—1958), трудами по эпохе Просвещения, романтизма в Англии, включая такие монографии как «Генри Филдинг» (1954), «Байрон» (1956), «Наследие английского романтизма и современность» (1960), «Английский роман эпохи Просвещения» (1966), «Гоголь и проблемы западноевропейского романа» (1972).
В редакции серии «Литературные памятники» Елистратова курировала издания по английской и американской литературе. При непосредственном участии Елистратовой и её ответственном редактировании в этой серии вышли книги:
- Г. Д. Торо. Уолден, или Жизнь в лесу (1962; 2-е изд. 1979);
- Байрон. Дневники; Письма (1963);
- Вашингтон Ирвинг. История Нью-Йорка (1968);
- Эдгар Аллан По. Полное собрание рассказов (1970);
- Джордж Бернард Шоу. Письма (1971);
- Шелли. Письма; Статьи; Фрагменты (1972);
- Мария Эджворт. Замок Рэкрент; Вдали отечества (1972);
- Даниэль Дефо. Счастливая куртизанка, или Роксана (1974).

Будучи ответственным редактором издания «СТ. Кольридж. Стихи» (1974) в соавторстве с Андреем Николаевичем Горбуновым, способствовала включению в раздел «Дополнений» перевода Николая Степановича Гумилёва «Поэмы о Старом моряке». Кроме того, была ответственным редактором книг:
- Жермена де Сталь. Коринна, или Италия (1969);
- Оливер Голдсмит. Гражданин мира, или Письма китайского философа, проживающего в Лондоне, своим друзьям на Востоке (1974);
- Шарль де Костер. Фламандские легенды (1975);
- Уильям Фолкнер. Собрание рассказов (1977).

В коллективном труде «История английской литературы», одним из редакторов которого была Елистратова, ей принадлежат многие главы, относящиеся к разным периодам — от эпохи Возрождения до советского времени. А. А. Елистратова также являлась редактором и автором ряда глав в «Истории американской литературы» (т. 1, 1947).

## Оценка
В работах Анны Елистратовой «Фильдинг» (1954), «Роберт Бернс» (1957), «Наследие английского романтизма и современность» (1960) «по-новому освещаются вопросы просветительства в западноевропейской литературе, проблема соотношения романтизма с реалистичным методом».
Интересы А. А. Елистратовой сосредоточены преимущественно на проблемах литературы эпохи Просвещения, романтизма и реализма XXI века, а также английской и американской литературы XX века. Одной из лучших её работ была отмечена книга «Байрон» (1956).